# Pukkiluoto (ö i Södra Savolax, Nyslott, lat 62,20, long 28,38)
Pukkiluoto är en ö i Finland. Den ligger i sjön Haukivesi och i kommunen Rantasalmi i den ekonomiska regionen  Nyslotts ekonomiska region  och landskapet Södra Savolax, i den sydöstra delen av landet, 290 km nordost om huvudstaden Helsingfors. Öns area är 2,3 hektar och dess största längd är 310 meter i sydöst-nordvästlig riktning.